# Maďarsko na Zimních olympijských hrách 2018
Maďarsko na Zimních olympijských hrách 2018 reprezentovalo 19 sportovců (10 mužů a 9 žen) v šesti sportech.

## Medailisté
| Medaile | Jméno                                                    | Sport       | Disciplína   | Datum     |
| ------- | -------------------------------------------------------- | ----------- | ------------ | --------- |
| Zlato   | Csaba Burján Viktor Knoch Shaoang Liu Shaolin Sándor Liu | Short track | Štafeta mužů | 22. února |